# 大蔵公望

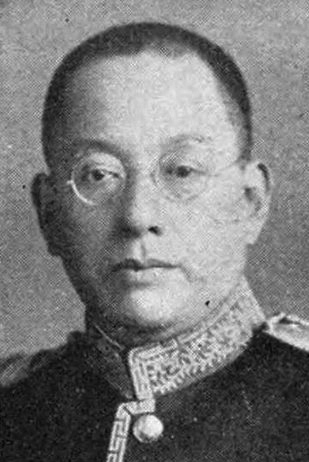
大蔵公望

大蔵 公望（おおくら きんもち、1882年（明治15年）7月23日 – 1968年（昭和43年）12月24日）は、日本の鉄道官僚。貴族院男爵議員。南満州鉄道理事。

## 経歴
陸軍中将・男爵大蔵平三の三男として東京府で生まれる。1904年（明治37年）、東京帝国大学工科大学土木工学科を卒業。渡米してミズーリ・パシフィック鉄道、タイドウォーター鉄道などに勤務。1908年（明治41年）に帰国して鉄道院に入り、静岡駅助役、新橋運輸事務所長、運輸局貨物課長、神戸鉄道管理局運輸課長、西部鉄道管理局運輸課長などを歴任した。父の死去に伴い、1911年（明治44年）9月20日、男爵を襲爵。1919年（大正8年）に南満州鉄道に転じ、運輸部次長を経て理事に就任し、計画部長・殖産部長・地方部長を兼ねた。
1932年（昭和7年）に満鉄理事を辞任、帰国して同年7月10日、貴族院議員（男爵議員）に選出され公正会に所属した。その後、国策研究同志会およびその後継団体である国策研究会を矢次一夫とともに設立。中心的人物として運営に関与。国策研究会における彼の役割は、研究内容面だけでなく、組織運営全般に及んだ。
政治思想としては、関西の鉄道業界からの依頼を作成された再編計画などから、反個人主義的傾向が認められる。
その他、1938年（昭和13年）9月1日に設立された東亜研究所の副総裁に就任したほか、満洲移住協会理事長、拓殖大学専務理事などを務めた。さらに東亜旅行社の総裁を務め、1945年（昭和20年）に東亜旅行社が日本交通公社に改称してからは会長を務めた。1946年（昭和21年）2月23日、貴族院議員を辞職した。その後、公職追放となる。
その後、日本自転車産業協議会会長、東海道新幹線調査委員会会長などを務めた。

## 著書
- 『ソヴェート聯邦の実相』（南満洲鉄道株式会社、1929年）
- 『満洲移住に就き農村青年諸君の奮起を促す』（満洲移住協会、1936年）
- 『ソ聯邦の長所及び弱点』（皐月会、1938年）
- 『国際情勢と満蒙開拓の重要性』（満洲移住協会、1941年）
- 『日満統制経済論』（日本評論社、1956年）